# José Joaquín Pérez
Pour les articles homonymes, voir José Pérez et Perez.
José Joaquín Pérez est un homme d'État chilien et fut président du Chili du 18 septembre 1861 au 18 septembre 1871.
Lors de son deuxième mandat de cinq ans, Pérez fait passer un amendement à la Constitution 1833 interdisant désormais la réélection immédiate des présidents. Cette mesure met fin à la période appelée « période des décennies ».
Sous son mandat le Chili est engagé dans la Guerre hispano-sud-américaine 1865-1866.